# مارتین کلونز
مارتین کلونز (انگلیسی: Martin Clunes؛ زادهٔ ۲۸ نوامبر ۱۹۶۱) یک هنرپیشه اهل بریتانیا است. وی از سال ۱۹۸۲ میلادی تاکنون مشغول فعالیت بوده‌است.

## گزیدهٔ آثار

### سینما
- انتقام شیرین (۱۹۹۸)
- شکسپیر عاشق (۱۹۹۸)
- مبهوت (۱۹۹۴)
- خانه روسی (۱۹۹۰)

### تلویزیون
- آرتور و جرج (۲۰۱۵)
- رِجی پرین (۲۰۱۰-۲۰۰۹)
- دکتر مارتین (۲۰۰۴ تاکنون)
- ویلیام و مِـری (۲۰۰۵-۲۰۰۳)
- مردان کج‌رفتار (۱۹۹۸-۱۹۹۲)
- بازرس مورس (۱۹۹۲)
- جیوز و ووستر (۱۹۹۱)
- دکتر هو (۱۹۸۳)

## جوایز
- ۱۹۹۵ - جایزهٔ برترین بازیگر کمدی تلویزیون در «جوایز کمدی بریتانیا»
- ۱۹۹۶ - جایزهٔ بهترین بازی کمدی در «جوایز آکادمی فیلم بریتانیا»
- ۱۹۹۹ - جایزه انجمن بازیگران فیلم بابت بهترین بازیگری در نقش ریچارد باربیج در فیلم شکسپیر عاشق
- ۲۰۰۷ - دکترای افتخاری از «دانشگاه بورنموث»